# Leguan Island
Leguan Island är en ö i Guyana.   Den ligger i regionen Essequibo Islands-West Demerara, i den norra delen av landet. Arean är 44 kvadratkilometer.
Terrängen på Leguan Island är mycket platt. Öns högsta punkt är 23 meter över havet. Den sträcker sig 10,4 kilometer i nord-sydlig riktning, och 14,2 kilometer i öst-västlig riktning. På ön finns jordbruksmark och ängar.